# Band-Maid
Band-Maid er et teatralsk hård rock/heavy metal-band fra Japan. Bandet blev dannet i 2013. Bandet kombinerer en rocklyd med et stuepigebillede, der er modelleret efter japanske stuepigecaféer.
Sanger/guitarist Miku Kobato forestillede sig at danne et band, der sidestillede stuepigebilledet med rockmusik. Kobato rekrutterede leadguitarist Kanami Tōno efter en internetsøgning. Tōno havde optrådt som singer-songwriter og foreslog sin lejlighedsvise backing-trommeslager Akane Hirose til det nye band. Hirose foreslog til gengæld bassisten Misa, som hun havde gået på musikskole med. Bandet besluttede derefter at rekruttere en ekstra forsanger og valgte Saiki Atsumi under auditions.
Band-Maid fik første gang international opmærksomhed i april 2015, da internetradiostationen Jrock Radios engelsksprogede Facebook-side promoverede musikvideoen til "Thrill", som førte til over 1 million visninger det følgende år.
I december 2021 annoncerede de en anden amerikansk turné, inklusive Aftershock Festival, der skulle finde sted i oktober 2022.

## Trivia
I januar 2021 udgav luthier Zemaitis en signaturguitar til rytmeguitaristen Miku Kobato under navnet "Flappy Pigeon". Guitaren blev solgt i små antal og fik produktnummeret 38 10 (39), som på japansk udtales "ko ba to", dvs. navnet på guitaristen. Guitaren blev promoveret med en video af en firmaturné.
I november 2024 modtog guitaristen Kanami Tono en signaturguitar fra PRS Guitars.

## Medlemmer

### Nuværende medlemmer
- Miku Kobato – guitar, sang
- Kanami Tōno – guitar
- Akane Hirose – trommer
- Misa – bas
- Saiki Atsumi – sang

## Diskografi

### Studiealbum
- Maid in Japan (2014)
- New Beginning (2015)
- Brand New Maid (2016)
- Just Bring It (2017)
- World Domination (2018)
- Conqueror (2019)
- Unseen World (2021)
- Epic Narratives (2024)

## Film
Band Maid optræder i en klubscene i Netflix -filmen Kate og bringer baggrundsmusikken til en biljagt.

## Fodnoter
1. ↑  BIOGRAPHY | BAND-MAID Official Web Site
2. ↑  Band-Maid's Miku Kobato teams up with Zemaitis Guitars for stunningly – Zemaitis Guitar Company
3. ↑  【#ZEMAITIS Factory Tour】Guest-Miku Kobato from BAND-MAID｜岐阜県のゼマイティス工場にバンドメイドの小鳩ミク氏が訪問。 - YouTube
4. ↑  https://eu.prsguitars.com/blog/post/introducing_the_kanami_limited_edition